# Postcheque- en Girodienst

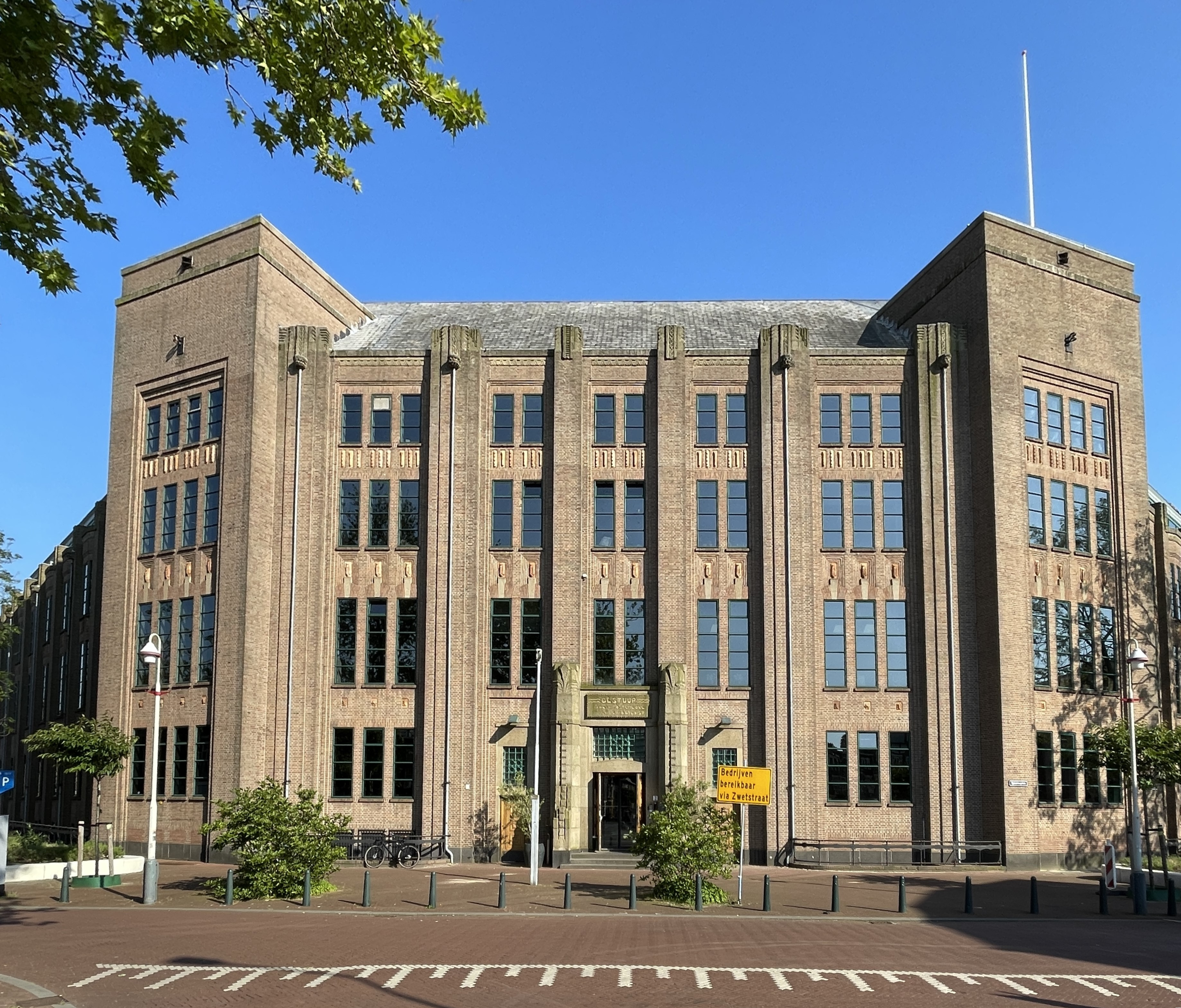
Het voormalige hoofdkantoor van de PCGD op het Spaarneplein in Den Haag

De Postcheque- en Girodienst (afgekort tot PCGD, later bekend als Postgiro) was een Nederlandse financiële instelling die bestond tussen 1918 en 1977 en die deel uitmaakte van de PTT. In 1977 werden de Postgiro en Rijkspostspaarbank (RPS) één geheel, en in 1979 werd de Gemeentegiro Amsterdam (GGA) overgenomen. In 1986 werd de Postgiro/Rijkspostspaarbank verzelfstandigd en ontstond de Postbank.

## Organisatie
De Postcheque- en Girodienst speelde een belangrijke rol binnen de ontwikkeling van het betalingsverkeer. In 1923 werd een grote mechaniseringsoperatie opgezet: doel hiervan was om de administratie van girorekeningen te centraliseren en met ponskaarten te mechaniseren. Dit project verliep met grote problemen; na ingrijpen door de minister van Waterstaat van Swaaij werd de PCGD zelfs gedwongen om een jaar de deuren te sluiten. Pas in september 1924 werd de PCGD weer geopend.
In de jaren twintig en dertig van de twintigste eeuw werd de PCGD beschouwd als een vrouwelijk bedrijf; er werden veel vrouwen ingezet die volgens de leiding efficiënter zouden werken.:98-99 Dit was opvallend omdat de overheid indertijd actief beleid voerde om betaalde arbeid door vrouwen terug te dringen, zo was in 1924 bij Koninklijk Besluit vastgelegd dat gehuwde vrouwelijke ambtenaren eervol ontslag zouden krijgen.
In de jaren zestig van de twintigste eeuw was de PCGD een zeer vooruitstrevende organisatie in het gebruik van ICT; het was een van de eerste bedrijven in Nederland die een grote administratieve automatisering doorvoerde. Daarnaast was de PCGD de eerste volledig geautomatiseerde girodienst in de wereld.:95 Verder stond de Postcheque- en Girodienst bekend om de vroegtijdige invoering van de ponskaart in de vorm van de 80-kolommenkaart van IBM (ook wel Hollerithkaart geheten). De PCGD kreeg in boeken en artikelen algemene erkenning als een van de meest geslaagde implementaties van het IBM Systeem/360.

## Betalingsverkeer
Het oorspronkelijke concept van de giro is een sociaal betaalsysteem waarin "iedereen" een rekening heeft, en men elkaar betaalt in de vorm van een overmaking tussen twee rekeningen. Door effectief gebruik van het netwerk van de posterijen en intensieve automatisering, was het in de jaren zeventig mogelijk om via de girodienst in twee dagen te betalen. Het proces bestond uit het gebruik van een deel van de 80 kolommen van de 80-kolommenkaart als instructie aan de PCGD, die door de betaler ondertekend en aan de girodienst verstuurd werd. Aldaar werd de kaart geponst en verwerkt, zodat aan het einde van een dag alle betalingen al afgeschreven en overgemaakt waren.
Het principe was dat de betaler via de betaaldienst betaalt, en niet middels een cheque aan de ontvanger/leverancier. In het geval van een cheque incasseert de leverancier deze, en neemt daarmee geld op uit de rekening van de betaler. Dit zorgt voor veel mogelijkheden van fraude (waartegen legale beschermingen tegen falsificatie van cheques nodig zijn), die er niet zijn als de betaler de instructie tot betaling aan zijn (vertrouwde en betrouwbare) betaaldienst geeft.
Later werden de gegarandeerde betaalkaarten ingevoerd, waardoor dus ook de girokaarten de rol van een cheque konden vervullen, met het voordeel dat deze door de girodienst gegarandeerd werden tot ƒ100. Met die ontwikkeling verviel dus het oorspronkelijke unieke eenrichtingsverkeer van het giroconcept.
Enkele van de vernieuwingen die de PCGD invoerde waren onder andere vroegtijdig automatiseren van loonadministratie en salarisbetalingen, en ook zeer voordelige (en snelle) buitenlandse betalingen. Verder waren de openingsuren van de postkantoren traditioneel langer dan bij banken, een voordeel dat later met meer automatisering en telefoon- en internetbankieren minder belangrijk werd.
Na de privatisering van de PCGD werd de functie van interbankoverboekingen door de onafhankelijke onderneming Interpay overgenomen. Waar er in de jaren zeventig een verschil was van één of meerdere dagen tussen het girale betalen en het bancaire betalingsverkeer, werd dit tijdsverschil geleidelijk aan verminderd door automatisering en het toenemende elektronische geldverkeer.

## Tijdlijn
|                  |                  | voorloper  | voorloper  | voorloper      | voorloper      | voorloper      | voorloper                | voorloper                | (onderdeel van) PTT      | (onderdeel van) PTT      | (onderdeel van) PTT      | (onderdeel van) PTT      | (onderdeel van) PTT      | (onderdeel van) PTT      | (onderdeel van) PTT      | (onderdeel van) PTT      | (onderdeel van) PTT      | (onderdeel van) PTT | (onderdeel van) PTT | (onderdeel van) PTT | (onderdeel van) PTT | (onderdeel van) PTT | verzelfstandigd/geprivatiseerd bedrijf | verzelfstandigd/geprivatiseerd bedrijf | verzelfstandigd/geprivatiseerd bedrijf | verzelfstandigd/geprivatiseerd bedrijf | verzelfstandigd/geprivatiseerd bedrijf | verzelfstandigd/geprivatiseerd bedrijf | verzelfstandigd/geprivatiseerd bedrijf | verzelfstandigd/geprivatiseerd bedrijf | verzelfstandigd/geprivatiseerd bedrijf | verzelfstandigd/geprivatiseerd bedrijf | verzelfstandigd/geprivatiseerd bedrijf | verzelfstandigd/geprivatiseerd bedrijf | verzelfstandigd/geprivatiseerd bedrijf | verzelfstandigd/geprivatiseerd bedrijf | verzelfstandigd/geprivatiseerd bedrijf | verzelfstandigd/geprivatiseerd bedrijf | verzelfstandigd/geprivatiseerd bedrijf | verzelfstandigd/geprivatiseerd bedrijf |
|                  |                  |            |            |                |                |                |                          |                          |                          |                          |                          |                          |                          |                          |                          |                          |                          |                     |                     |                     |                     |                     |                                        |                                        |                                        |                                        |                                        |                                        |                                        |                                        |                                        |                                        |                                        |                                        |                                        |                                        |                                        |                                        |                                        |                                        |
| Telefonie        | Telefonie        |            |            | Rijkstelegraaf | Rijkstelegraaf | Rijkstelegraaf | Rijkstelegraaf           | Rijkstelegraaf           | APT                      | APT                      | P&T                      | P&T                      | P&T                      | P&T                      | PTT                      | PTT                      | PTT                      | PTT                 | PTT                 | PTT                 | PTT                 | PTT                 | KPN (PTT Telecom, PTT Post)            | KPN (PTT Telecom, PTT Post)            | KPN (PTT Telecom, PTT Post)            | Koninklijke KPN                        | Koninklijke KPN                        | Koninklijke KPN                        | Koninklijke KPN                        | Koninklijke KPN                        | Koninklijke KPN                        | Koninklijke KPN                        | Koninklijke KPN                        | Koninklijke KPN                        | Koninklijke KPN                        | Koninklijke KPN                        | Koninklijke KPN                        | Koninklijke KPN                        | Koninklijke KPN                        | Koninklijke KPN                        |
| Koeriersdiensten | Koeriersdiensten | Posterijen | Posterijen | Posterijen     | Posterijen     | Posterijen     | Posterijen               | Posterijen               | APT                      | APT                      | P&T                      | P&T                      | P&T                      | P&T                      | PTT                      | PTT                      | PTT                      | PTT                 | PTT                 | PTT                 | PTT                 | PTT                 | KPN (PTT Telecom, PTT Post)            | KPN (PTT Telecom, PTT Post)            | KPN (PTT Telecom, PTT Post)            | TPG                                    | TPG                                    | TPG                                    | TPG                                    | TPG                                    | TPG                                    | TNT                                    | TNT                                    | TNT                                    | TNT                                    | TNT Express                            | TNT Express                            | TNT Express                            | (FedEx)                                | (FedEx)                                |
| Post(pakketten)  | Post(pakketten)  | Posterijen | Posterijen | Posterijen     | Posterijen     | Posterijen     | Posterijen               | Posterijen               | APT                      | APT                      | P&T                      | P&T                      | P&T                      | P&T                      | PTT                      | PTT                      | PTT                      | PTT                 | PTT                 | PTT                 | PTT                 | PTT                 | KPN (PTT Telecom, PTT Post)            | KPN (PTT Telecom, PTT Post)            | KPN (PTT Telecom, PTT Post)            | (PTT Post)                             | (PTT Post)                             | (PTT Post)                             | (TPG Post)                             | (TPG Post)                             | (TPG Post)                             | (TNT Post)                             | (TNT Post)                             | (TNT Post)                             | (TNT Post)                             | Koninklijke PostNL                     | Koninklijke PostNL                     | Koninklijke PostNL                     | Koninklijke PostNL                     | Koninklijke PostNL                     |
| Spaarbank        | Spaarbank        |            |            |                |                |                | Rijkspostspaarbank (RPS) | Rijkspostspaarbank (RPS) | Rijkspostspaarbank (RPS) | Rijkspostspaarbank (RPS) | Rijkspostspaarbank (RPS) | Rijkspostspaarbank (RPS) | Rijkspostspaarbank (RPS) | Rijkspostspaarbank (RPS) | Rijkspostspaarbank (RPS) | Rijkspostspaarbank (RPS) | Rijkspostspaarbank (RPS) | Postgiro /RPS       | Postgiro /RPS       | Postgiro /RPS       | Postbank            | Postbank            | Postbank                               | Postbank                               | Postbank                               | Postbank                               | Postbank                               | Postbank                               | Postbank                               | Postbank                               | Postbank                               | Postbank                               | Postbank                               | ING                                    | ING                                    | ING                                    | ING                                    | ING                                    | ING                                    | ING                                    |
| Bank             | Bank             |            |            |                |                |                |                          | PCGD (Postgiro)          | PCGD (Postgiro)          | PCGD (Postgiro)          | PCGD (Postgiro)          | PCGD (Postgiro)          |                          |                          |                          |                          |                          | Postgiro /RPS       | Postgiro /RPS       | Postgiro /RPS       | Postbank            | Postbank            | Postbank                               | Postbank                               | Postbank                               | Postbank                               | Postbank                               | Postbank                               | Postbank                               | Postbank                               | Postbank                               | Postbank                               | Postbank                               | ING                                    | ING                                    | ING                                    | ING                                    | ING                                    | ING                                    | ING                                    |
|                  |                  |            |            |                |                |                |                          |                          |                          |                          |                          |                          |                          |                          |                          |                          |                          |                     |                     |                     |                     |                     |                                        |                                        |                                        |                                        |                                        |                                        |                                        |                                        |                                        |                                        |                                        |                                        |                                        |                                        |                                        |                                        |                                        |                                        |
|                  | 1799             | 1799       | 1852       | 1852           |                | 1881           | 1881                     | 1893                     | 1893                     | 1915                     | 1915                     | 1918                     | 1918                     | 1928                     | 1928                     |                          | 1977                     | 1977                |                     | 1986                | 1986                | 1989                | 1989                                   |                                        | 1998                                   | 1998                                   |                                        | 2002                                   | 2002                                   |                                        | 2006                                   | 2006                                   | 2009                                   | 2009                                   | 2011                                   | 2011                                   |                                        | 2016                                   | 2016                                   |                                        |